# Lukhi Apri Nugroho
Lukhi Apri Nugroho (* 20. April 1993 in Sukoharjo) ist ein indonesischer Badmintonspieler. 

## Karriere
Lukhi Apri Nugroho siegte bei der Junioren-Badmintonasienmeisterschaft 2011 im Mixed mit Ririn Amelia. Bei der Juniorenweltmeisterschaft des gleichen Jahres reichte es dagegen nur zu Rang fünf im Doppel mit Kevin Sanjaya Sukamuljo. Mit ihm belegte er auch Rang zwei bei den Singapur International 2011. Bei den Malaysia International 2012 wurde er Zweiter im Mixed, während er die Osaka International 2013 in dieser Disziplin für sich entscheiden konnte.